# Beit el Chaar
Beit el Chaar (arabe : بيت الشعار) est un village libanais situé dans le caza du Metn au Mont-Liban au Liban. La population est presque exclusivement chrétienne.